# خيتاج حوسونوف
خيتاج حوسونوف (بالروسية: Хосонов, Хетаг Муратович)‏ (18 يونيو 1998 بفلاديقوقاز في روسيا - ) هو لاعب كرة قدم روسي في مركز الوسط. لعب مع نادي سيسكا موسكو.

## وصلات خارجية
- خيتاج حوسونوف على موقع قاعدة بيانات كرة القدم.إي يو (الإنجليزية)
- خيتاج حوسونوف على موقع Soccerway.com (الإنجليزية)
- خيتاج حوسونوف على موقع عالم كرة القدم.نت (الإنجليزية)
- خيتاج حوسونوف على موقع AS.com (الإسبانية)